# Telephonat Bani Suef
Maillots
Le Telephonat Bani Sweif Sporting Club (en arabe : نادي تليفونات بني سويف), plus couramment abrégé en TE Bani Sweif, est un club égyptien de football fondé en 1971 et basé à Beni Suef, près du Caire.

## Histoire
Le club monte pour la toute première fois en première division égyptienne au cours de la saison 2011-2012.

## Palmarès
- Néant